# Welcome to the Blacklist Club
Welcome to the Blacklist Club (em português "Bem vindo ao Blacklist Club") (antes With a Wink and a Smile) é o álbum de estréia do cantor/compositor/guitarrista americano Evan Taubenfeld. Evan trabalhou no álbum durante cinco anos, desde 2004 até seu lançamento em seu site oficial em 2009. No iTunes, o álbum só ficou disponível um ano depois, em maio de 2010. 
Do álbum, foram lançados três singles: "Cheater Of The Year", em fevereiro de 2009 e "Boy Meets Girl", em março do mesmo ano, sendo estes dois os singles que promoveriam o álbum em sua data original de lançamento; e também "Pumpkin Pie", em julho de 2010, já após o álbum ser lançado no iTunes. Em 19 de outubro, foi lançado um videoclipe para "It's Like That", apesar da canção não ser um single.

## Conceito e Temática
No site oficial do The Black List Club Evan Taubenfeld falou que Welcome To The Blacklist Club "é sobre ser um romântico incorrigível em Los Angeles, acredito que se "endurece" por fora quando se vive aqui. A maioria das pessoas não expressa o quanto querem amar. Para mim, metade do álbum é sobre ser capaz de expor isso. A outra metade... é mais sobre se divertir."

## Edição física
Em novembro de 2011, o site oficial de Evan Taubenfeld anunciou o lançamento mundial de "Welcome to The Blacklist Club" em sua versão física. Foi distribuída apenas uma tiragem do CD, em quantidade limitada. Todas as cópias foram autografadas e o nome dos membros do fã-clube foram incluídos no encarte do álbum.

## Tracklist
O álbum conta com 10 faixas, produzidas por John Fields, Kevin Kadish e Evan Taubenfeld. Foram cortadas de sua versão final as faixas "Starbucks Girl", "Love/Hate" e "Best Years Of Our Lives". Esta última foi posteriormente lançada como single, com a participação de Avril Lavigne.
| Welcome to The Blacklist Club |                       |                                                           |         |  |
| N.º                           | Título                | Compositor(es)                                            | Duração |  |
| 1.                            | "Pumpkin Pie"         | Evan Taubenfeld; Kevin Kadish; Adam Richman               | 3:51    |  |
| 2.                            | "Boy Meets Girl"      | Taubenfeld; Richman; William "Bleu" McCauley; Alex Scutro | 3:21    |  |
| 3.                            | "The Story Of Me You" | Taubenfeld; Richman                                       | 3:13    |  |
| 4.                            | "Matter Of Time"      | Taubenfeld; Brian Howes                                   | 2:52    |  |
| 5.                            | "It's Like That"      | Taubenfeld; Kadish                                        | 2:40    |  |
| 6.                            | "Razorblade Limeade"  | Taubenfeld; Luke Walker                                   | 4:07    |  |
| 7.                            | "Cheater Of The Year" | Taubenfeld; Kadish                                        | 3:00    |  |
| 8.                            | "Evan Way"            | Taubenfeld*                                               | 4:00    |  |
| 9.                            | "Waiting"             | Taubenfeld; Kadish                                        | 3:37    |  |
| 10.                           | "Better Than You"     | Taubenfeld; Kadish                                        | 3:08    |  |

*Usa samples de "Innocence", por Avril Lavigne e Evan Taubenfeld.